# Nikolaï von Bünting
Le baron Nikolaï von Bünting (Никола́й Гео́ргиевич фон Бю́нтинг), né en 1861 à Saint-Pétersbourg et mort assassiné le 2 mars 1917 à Tver, est un haut fonctionnaire russe qui fut gouverneur de plusieurs gouvernements (provinces) de l'Empire russe.

## Biographie
Le baron Nikolaï von Bünting est le membre d'une branche - convertie à l'orthodoxie par sa mère - de barons allemands de la Baltique, ses ancêtres ayant été anoblis en 1768 par le roi de Prusse; son père est le baron Georg-Wilhelm von Bünting (1826-1877) et sa mère la baronne Maria Nikolaïevna von Bünting née von Medem (1836-1907), directrice plus tard de l'Institut Catherine de Saint-Pétersbourg. Cette branche des Bünting est inscrite au livre de la noblesse du gouvernement de Pskov; la famille possède le domaine de Khalakhalnia près d'Izborsk de 950 déciatines. Le domaine a une magnifique laiterie et cultive différentes céréales par assolement.

### Carrière
Il est diplômé avec médaille d'or de l'école impériale de jurisprudence (1883), puis prend des cours à l'université de Berlin. Il devient fonctionnaire au ministère de a justice et à partir de 1884 au Sénat dirigeant et de 1891 au ministère des Affaires étrangères.
Le baron von Bünting est nommé en 1897 vice-gouverneur du gouvernement de Koursk; en mai 1904, il est nommé gouverneur à Arkhanguelsk et de novembre 1905 à janvier 1906, gouverneur d'Estland. Le 15 avril 1906, il devient gouverneur de Tver en pleins désordres dus à la révolution de 1905 et remplaçant Pavel Septsov tué par une bombe le 25  mars/7 avril 1906 à Tver. Il accède au rang de Hofmeister (chambellan).
Il est membre de plusieurs sociétés à Tver: la commission des archives scientifiques, l'œuvre de charité Le kopeck bien disposé, la fraternité orthodoxe Saint-Michel-Iaroslavovitch de Tver, membre d'honneur de la société des porte-bannières de Startisa et Torjok. C'est un monarchiste convaincu.

### Assassinat
Pendant la Révolution de Février 1917, il refuse de reconnaître le comité de salut public organisé dans la ville de Tver avec la participation de démocrates libéraux. Il envoie un télégramme à l'empereur Nicolas II déclarant qu'il remplirait son devoir jusqu'au bout. Il met de l'ordre dans les documents officiels et se prépare à la mort; il prie devant l'icône de la Mère de Dieu, se confesse au téléphone à l'archevêque Séraphin de Tver.
Le 2 mars, les ouvriers et soldats insurgés envahissent le palais du gouverneur et l'emmènent devant le comité de salut public. Certains membres du comité tente de lui épargner la condamnation à mort (comme par exemple Alexandre Tcherven-Vodali), mais en vain. « De haute taille, épais, droit, avec déjà les cheveux gris et une petite barbe », le baron von Bünting est mené au poste de garde, mais en chemin, il est abattu d'un coup de revolver. La foule s'est moquée du corps, qui gisait dans la rue principale jusque tard dans la soirée - ce n'est qu'alors que l'évêque vicaire a pu l'emporter et l'enterrer secrètement. Selon d'autres sources, la veuve a tenté de transférer le corps de son mari à Khalakhalnia pour qu'il soit enterré dans le caveau familial, mais n'a réussi à se rendre qu'à Pskov, où Bünting a été enterré près d'une église, mais le lieu de sépulture était non marqué. Le corps de Nikolaï von Bunting est finalement enterré au monastère des Grottes de Pskov.

## Famille

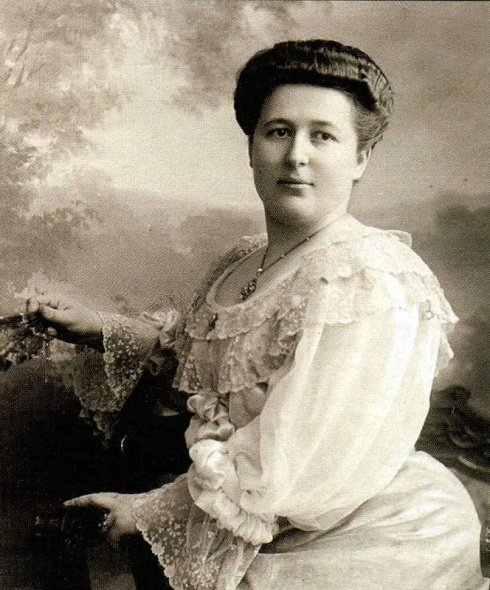
Sophia von Bünting

Le baron von Bünting épouse en 1897 sa cousine Sophia Mikhaïlovna von Medem (1876-20 juillet 1948 à Strasbourg),,), diplômée de l'Institut Catherine de Saint-Pétersbourg, puis a suivi des cours aux Beaux-Arts de Paris et à l'Académie impériale des Arts de Saint-Pétersbourg. Elle était membre à Tver de plusieurs œuvres de charité, comme Le kopeck bien disposé; pendant la Première Guerre mondiale, elle participe à des organisations en faveur des réfugiés et des nécessiteux à cause de la guerre. Des locaux sont aménagés dans la Maison de Diligence appartenant à la Société pour y installer des ateliers mécaniques pour la couture sur place et la distribution du travail à domicile ; une crèche pour cent enfants d'ouvrières ; salle à manger, salon de thé, cuisine, bureaux et autres locaux nécessaires. Les 30 000 roubles alloués à cet effet par le Comité de Son Altesse ont été équipés d'ateliers, dans lesquels 80 machines à coudre « alimentées par le courant électrique » ont été fournies. Dans les ateliers, 160 femmes réfugiées ont pu travailler quotidiennement et trouver un revenu suffisant, et dont les enfants ont pu profiter gratuitement de la crèche ; tout le monde pouvait obtenir un déjeuner, un dîner, un thé bon marché et sains. La cantine servait plus de 500 repas par jour. Deux dortoirs ont également été ouverts : pour 20 jeunes filles élèves réfugiées d'établissements d'enseignement secondaire et pour 15 garçons élèves réfugiés d'établissements d'enseignement secondaire.
Les époux avaient cinq filles: Maria (1898-?), Ekaterina (1900-?), Regina (?-?), Margarita (1907-1938) et Sophia (1912-1992), épouse du comte Nikolaï Petrovitch Apraxine (1910-1941), fils du comte Piotr Nikolaïevitch Apraxine (1876-1962), gouverneur de Tauride.